# Plumipalpia lignicolor
Plumipalpia lignicolor là một loài bướm đêm trong họ Erebidae.